# مهدی باقریان
مهدی باقریان نویسنده و متخصص در حوزه روابط عمومی ساکن تهران است
وی رئیس انجمن متخصصان روابط عمومی (۱۳۹۵–۱۳۹۴)؛ رئیس مؤسسه کارگزار روابط عمومی، مدیرعامل انتشارات کارگزار روابط عمومی، عضو هیئت مدیره مؤسسه ارتباط گستر هزاره ریحانه و مدیرمسئول و سردبیر دو نشریه تخصصی در حوزه روابط عمومی است و دارای دکترای مدیریت بازرگانی (دی بی ای) از دانشکده مدیریت دانشگاه تهران است.
باقریان بعنوان «کارشناس برتر روابط عمومی ایران» در سال ۱۳۷۶ انتخاب و لوح تقدیر و تندیس کتاب سال را به دلیل تألیف کتاب «فلسفه روابط عمومی کاربردی» از وزیر فرهنگ و ارشاد اسلامی دریافت کرد.
وی اولین و تنها دارنده اعتبارنامه متخصصان روابط عمومی در ایران (APR) است که در سال ۱۳۸۷ این اعتبارنامه را از مؤسسه روابط عمومی مالزی دریافت نمود.
راه‌اندازی نخستین شبکه اطلاع‌رسانی روابط عمومی ایران تحت عنوان شارا هم از دیگر اقدامات وی در حوزه روابط عمومی و ارتباطات است که از سال ۱۳۹۰ راه اندازی شد.
وی بنیانگذار «انجمن جهانی کارگزاران مسلمان روابط عمومی» است که با برگزاری اولین و دومین «کنگره جهانی کارگزاران مسلمان روابط عمومی»، نخستین «جایزه ممتاز جهانی کارگزاران مسلمان روابط عمومی» را از دست نخست‌وزیر مالزی در سال ۱۳۹۱ دریافت کرد.